# Charibert II.
Charibert II. (607/617? – 8. duben 632 Blaye) byl merovejským králem Akvitánie od roku 629 až do své smrti v roce 632. Jeho otec byl franský král Chlothar II., který žil v bigamním manželství. Charibert byl potomkem jeho mladší manželky Sichildy. Neexistují žádné přímé zdroje o tom, kdy se Charibert narodil, jediným známým údajem je, že byl o několik let mladší než jeho nevlastní bratr Dagobert I.

## Život
Když Chlothar II. v roce 629 zemřel, začal boj o moc v Neustrii, kdy se Dagobert i Charibert postavili proti sobě. Charibert byl ještě nezletilý a tak v následujících jednáních s Dagobertem ho zastupoval strýc Brodulf, bratr královny Sichildy. Dagobert byl již od roku 623 králem Austrasie a tak Brodulfa nechal zabít a trůn v Neutrii obsadil. Charibert tedy převzal moc v téměř nezávislé Akvitánii s hlavním sídlem v Toulouse. Zde již Dagobert nezasáhl. Ovládnutí Akvitánie Charibertem zřejmě nezpůsobilo mezi bratry žádné neshody, protože v roce 631 se Charibert stal kmotrem Dagobertova syna Sigeberta III.
Charibertova říše zahrnovala Toulouse, Cahors, Agen, Périgueux a Saintes, ke kterým přidal svůj majetek v Gaskoňsku. Charibert byl ženatý s Giselou, dcerou Amanda, vládce Gaskoňců. Jeho vojenské výpravy zlomily odpor Basků a získaly kontrolu nad celým Gaskoňským vévodstvím.
Charibert zemřel 8. dubna 632 v Blaye, pravděpodobně zavražděn na Dagobertův příkaz. Brzy poté byl zavražděn i Charibertův nezletilý syn Chilperich, čímž Dagobert získal moc nad celou Franskou říší. Charibert II. i jeho syn Chilperich Akvitánský jsou pohřbeni v bazilice Saint-Romain v Blaye.